# Missione in Oriente - Il brutto americano
Missione in Oriente - Il brutto americano (The Ugly American) è un film del 1963, diretto dal regista George Englund, con protagonista Marlon Brando.

## Trama
Un'immaginaria nazione del sud-est asiatico chiamata Sarkan è divisa in due parti, ciascuna controllata da due diverse fazioni in lotta fra loro; il nord è controllato dai comunisti mentre nel sud si è insediato un governo sostenuto dagli Stati Uniti.

## Produzione
Il film è stato girato principalmente a Hollywood, con gli scenari di sfondo ispirati alla Thailandia. Alcune parti del film sono state girate anche a Bangkok, in Thailandia e alla Chulalongkorn University, uno dei principali istituti universitari del paese.
Kukrit Pramoj, un politico e studioso tailandese, è stato assunto come esperto culturale / consulente per il film e ha interpretato anche il ruolo nel film di primo ministro del Sarkhan, "Kwen Sai". Qualche anno dopo, nel 1975, esso diventò il 13º Primo Ministro della Thailandia. Probabilmente, a causa di ciò, la parola "Sarkhan" è entrata nel linguaggio thailandese come soprannome della Thailandia stessa, spesso con un tono lievemente autoironico e beffardo.

## Riconoscimenti
- 1964 - Golden Globe
  - Candidatura Miglior regista a George Englund
  - Candidatura Miglior attore in un film drammatico a Marlon Brando
- 1964 - Motion Picture Sound Editors' 
  - Miglior montaggio sonoro
- 1964 - Writers Guild of America
  - Candidatura Miglior sceneggiatore in un film drammatico a Stewart Stern

## Accoglienza
Dopo la distribuzione, il film ha ottenuto recensioni generalmente positive da parte della critica. Rotten Tomatoes riporta che il 67% di critici hanno dato al film una recensione positiva, con una votazione media di 6.7/10.